# منظومه سهندیه
سهندیه نام منظومه‌ای به ترکی آذربایجانی از محمدحسین شهریار است.
شهریار این منظومه را به خاطر ارادتی که به بولود قاراچورلو شاعر اهل مراغه پیدا کرده بود و با الهام از کتاب سازمین سوزو او سرود و به افتخارش آنرا سهندیه نامید.
مطلع شعر سهندیه به ترکی آذربایجانی:
| شاه داغیم چال پاپاغیم     |  | ائل دایاغیم شان‌لی سهندیم |
| باشی توفانلی              |  | سهندیم                   |
| باشدا حئیدر بابا تک قارلا |  | قیروولا قاریشیب‌سان       |
| سون ایپک تئل‌لی بولودلارلا |  | اوفوق‌ده ساریشیب‌سان       |
| ساواشارکن                 |  | باریشیب‌سان               |